# Ставрида-стрела
Ставрида-стрела, или хоринем-лисан (лат. Scomberoides lysan), — вид лучепёрых рыб из семейства ставридовых. Широко распространены в тропических и тёплых умеренных водах Индо-Тихоокеанской области и центральной части Тихого океана. Максимальная длина тела 110 см. Морские пелагические рыбы. Обитают в прибрежных водах на глубине до 100 м. Популярный объект спортивной рыбалки.

## Описание
Тело продолговатое, эллиптической формы, сильно сжатое с боков. Верхний и нижний профили тела сходны по форме. Рыло заострённое. Дорсальный профиль головы слегка выпуклый. Верхняя губа в средней части соединяется с рылом полоской кожи (уздечкой), у молоди разделены неглубокой бороздкой. Окончание верхней челюсти доходит до вертикали, проходящую через задний край глаза, или немного заходит за неё. На верхней челюсти зубы расположены в два ряда: внешний ряд увеличенных зубов конической формы, во внутреннем ряду зубы ворсинкообразные. Зубы на нижней челюсти расположены в два ряда, разделённых неглубокой бороздой; у взрослых особей зубы во внешнем и внутреннем рядах равны по величине; у молоди зубы во внешнем ряду более многочисленные и расположены ближе друг к другу по сравнению с зубами во внутреннем ряду. У молоди есть одна или две пары клыковидных зубов на симфизе нижней челюсти, которые исчезают по мере роста рыб. Есть ворсинковидные зубы на сошнике и нёбе. На первой жаберной дуге 21—27 жаберных тычинок (включая рудиментарные), из них на верхней части 3—8 жаберных тычинок, а на нижней —15—20 тычинок. Два спинных плавника разделены небольшим промежутком. В первом спинном плавнике 6—7 коротких отдельно сидящих колючек, которые располагаются в мелкой канавке. Во втором спинном плавнике один жёсткий и 19—21 мягкий луч. В анальном плавнике две отдельно посаженные колючки и 17—19 мягких лучей. В задних частях мягкого спинного и анального плавников лучи соединены мембраной только до середины луча. Длины оснований второго спинного и анального плавников одинаковые. Передние доли второго спинного и анального плавников удлинённые. Длина брюшных плавников сходна с длиной грудных плавников. Хвостовой плавник сильно выемчатый. Боковая линия немного прерывистая, делает небольшой изгиб вверх над грудными плавниками и далее идёт прямо до основания хвостового плавника. В боковой линии нет костных щитков. Чешуйки ниже боковой линии ланцетовидной формы, частично вдавлены в кожу. На хвостовом стебле нет канавок. Позвонков: 10 туловищных и 6 хвостовых.
Тело серо-зелёного цвета в верхней части, становится серебристо-серым до средней линии и серебристо-белым в нижней части. У взрослых особей по бокам тела выше и ниже боковой линии проходит по 6—8 тёмных округлых пятен, иногда соединенных узким перешейком. У молоди пятна слабые или отсутствуют. Дистальная половина передней доли спинного плавника сильно пигментирована. Передняя доля анального плавника белая или бледно-жёлтая; часто мембраны нескольких передних лучей чёрные, особенно у крупных особей.
Максимальная длина тела — 110 см, обычно до 60 см. Масса тела — до 11 кг.

## Биология
Морские пелагические рыбы. Обитают в прибрежных водах в мелководных лагунах, около рифов и океанических островов на глубине 1—100 м. Ведут одиночный образ жизни, иногда образуют небольшие стаи. Питаются в дневные часы рыбами и ракообразными. Молодь питается чешуёй и эпидермисом кожи других рыб. У берегов Шри-Ланка самцы ставриды-стрелы созревают при длине тела 55—60 см, а самки — при длине тела 60—65 см. Нерестятся в июне и сентябре. Абсолютная плодовитость варьирует от 24,66 (длина тела самок 58,5 см) до 8356 (длина тела самок 74,3 см) тысяч ооцитов.

## Ареал
Широко распространены в Индо-Тихоокеанской области от Южной Африки до Красного моря и Персидского залива; далее на восток вдоль побережья южной и юго-восточной Азии до Индонезии и Папуа-Новая Гвинея; на север до юга Японии и островов Рюкю;  на юг до Западной Австралии и Нового Южного Уэльса. Единственный представитель рода, который встречается в центральной части Тихого океана: Рапа-Ити ( Французская Полинезия), Маркизские острова, Тонга, Гавайские острова.

## Взаимодействие с человеком
Имеют ограниченное местное промысловое значение. Популярный объект спортивной рыбалки. Рекордный экземпляр хоринем-лисана массой 3,29 кг был выловлен 4 июня 2008 году у берегов Мозамбика.
Как и у других представителей рода Scomberoides, колючие лучи первого спинного и анального плавников связаны с ядовитыми железами; их укол может быть довольно болезненным для человека.